# Thiên Nham Nguyên Trường
Thiên Nham Nguyên Trường (zh: 千巖元長, ja: Sengan Genchō, 1284-1357) là Thiền sư Trung Quốc đời nhà Nguyên, còn có hiệu là Vô Minh. Sư thuộc dòng Hổ Khâu, Dương Kỳ phái, Tông Lâm Tế. Sư là pháp tử của Thiền sư Trung Phong Minh Bản và có đệ tử nối pháp là Thiền sư Vạn Phong Thời Ủy, Đại Chuyết Tổ Năng.

## Tiểu sử
Sư họ Đổng, quê ở Tiêu Sơn, vùng Việt Châu, tỉnh Triết Giang. Năm 7 tuổi, sư theo tỳ kheo Đàm Phương tu học tại Pháp Môn Viện và đến năm 19 tuổi cạo tóc xuất gia rồi thọ giới cụ túc. Đầu tiên, sư học giới luật ở Linh Chi Tự ở Triết Giang.
Tiếp đó, sư đến yết kiến và học Thiền với Thiền sư Trung Phong Minh Bản và được dạy tham cứu công án "Con chó của Triệu Châu" và chuyên tâm đề khán công án này suốt 3 năm. Một hôm, sư nghe tiếng chim hót, bèn đại ngộ, mừng rỡ tìm đến ngài Trung Phong cầu ấn chứng. Tuy nhiên, khi sư trình sở ngộ, Thiền sư Trung Phong không chấp nhận và gạt bỏ hết làm sư cảm thấy rất ấm ức. Nhưng nhờ điều này mà sư gắng sức chuyên tâm tham cứu hơn, quyết ngộ bản tâm cho triệt để.
Đêm hôm đó, có con chuột chạy làm đổ chén thức ăn của mèo rơi xuống đất phát ra tiếng động, sư nghe tiếng bát vỡ liền triệt ngộ, mọi nghi tình từ trước đều tan vỡ hết. Sư liền đến cầu Thiền sư Trung Phong ấn chứng lần nữa. Thiền sư Trung Phong hỏi: "Vì sao Triệu Châu không nói?". Sư đáp: "Chuột ăn cơm mèo!", Trung Phong bảo: "Chưa được!". Sư đáp: "Chén cơm đổ bể!", Trung Phong hỏi: "Bể rồi thì sao?", Sư đáp: "Vỡ thành gạch vụn!". Đến đây, Thiền sư Trung Phong Minh Bản mỉm cười và ấn khả cho sư.
Sau khi đạt đạo, chúng thỉnh sư đến trụ trì tại Vô Minh tự và bắt đầu công cuộc hoằng hóa. Đến năm 1327, sư tiến hành trùng tu Thánh Thọ Tự và tiếp tục hoằng pháp ở đây.
Sư được vua Nguyên kính trọng và từng nhiều lần ban các danh hiệu cao quý như: Phổ Ứng Diệu Trí Hoằng Biện, Phật Huệ Viên Giám Đại Nguyên Phổ Tế, Phật Huệ Viên Minh Quảng Chiếu Vô Biên Phổ Lợi Đại Thiền Sư.

Đến ngày 14 tháng 6 năm 1357, sư có chút bệnh, bèn gọi chúng đến dăn dò rồi ngồi kiết già viết kệ:
Bình sinh lắm lời
Nay đà thua thiệt
Một câu vang trời
Chính pháp nhãn diệt
Viết xong, sư an nhiên thị tịch, hưởng thọ 74 tuổi đời và 56 hạ lạp. Sư có để lại tác phẩm Thiên Nham Hòa Thượng Ngữ Lục (zh: 千巖和尚語錄, 1 quyển).